# Calendari rúnic

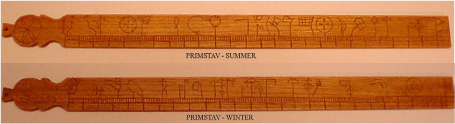
Bastó rúnic

Els calendaris rúnics (o bastons rúnics) van ser presumptament una invenció medieval sueca. Eren escrits en pergamins o tallats en bàculs de fusta, os o banya. El calendari rúnic és un calendari perpetu basat en el cicle metònic.
Cadascun dels 19 anys del cicle es representa amb un nombre auri o una de les 16 runes del Futhark més tres runes addicionals especials: Arlaug (nombre auri 17), Tvimadur (nombre auri 18) i Belgthor (nombre auri 19).
Els dies de l'any es presenten en una llarga línia usant 52 repeticions de les primeres set runes del Futhark per representar 52 setmanes de 7 dies cadascuna. En una segona línia, una de les 19 runes representa cada any del cicle i marca la data, indicant que la lluna nova cau en aquesta data d'aquest any. Per exemple, en el divuitè any del cicle, les llunes noves caurien en les dates marcades amb Tvimadur, el símbol de l'any 18.
Solsticis, equinoccis i celebracions (i eventualment festes Cristianes) amb línies i símbols addicionals. L'almanac conegut més antic, el bastó Nyköping, ha estat datat del segle xiii, però diversos centenars de calendaris de fusta estan localitzats entre els segles xvi i xvii.